# Калашник, Мария Ивановна
Мария Ивановна Калашник (1923, село Волчанские Хутора Волчанского района Харьковской области - ?) — украинская советская деятельница, заведующая молочно-товарной фермы колхоза «Коммунист» Волчанского района Харьковской области. Депутат Верховного Совета СССР 7-го созыва.

## Биография
Родилась в крестьянской семье Ивана Рубана. Образование неполное среднее: закончила семилетнюю школу.
С 1941 года — колхозница колхоза имени 1-го Мая Волчанского района Харьковской области.
В 1947 году окончила Волчанске летнюю школу бухгалтеров Харьковской области.
В 1947—1951 годах — бухгалтер колхоза села Неждановка Волчанского района Харьковской области.
В 1951—1960 годах — колхозница свеклосеющими звена, телятница колхоза «Коммунист» села Неждановка (центральная усадьба в селе Охримовка) Волчанского района Харьковской области.
С 1960 года — заведующая молочно-товарной фермы первой бригады колхоза «Коммунист» села Неждановка Волчанского района Харьковской области.

## Награды
- орден Ленина (1966)
- прочие ордена
- медали